# Elizabeth Jones (graveuse)
Pour les articles homonymes, voir Jones.
Elizabeth Jones (née le 31 mai 1935) est la onzième chef graveuse de la Monnaie des États-Unis, poste qu'elle occupe de 1981 jusqu'à sa démission en 1991. Après sa démission, le poste de chef graveur reste vacant pendant 15 ans, jusqu'à la nomination de John Mercanti.

## Jeunesse
Née à Montclair, dans le New Jersey, Elizabeth Jones, fille d'un gynécologue du New Jersey, elle fréquente le lycée de sa ville natale et obtient son diplôme de la Montclair Kimberley Academy (en) en 1953. Plus tard, elle fait des études supérieures au Vassar College, dans l'État de New York, où elle obtient son diplôme en histoire de l'art en 1957. Entre 1958 et 1960, elle poursuit ses études à l'Art Students League, à New York, et en 1961 elle part pour Rome pour poursuivre sa formation, et passe les deux décennies suivantes dans cette ville. C'est là qu'elle commence à se sentir attirée par le monde de la médaille après avoir rencontré le sculpteur italien Renato Signorini, auteur de la médaille officielle des Jeux Olympiques de Rome de 1960. Entre autres institutions, à Rome, elle étudie la conception de médailles à la Scuola dell'Arte della Medaglia (école de l'art de la médaille) de l'Istituto Poligrafico e Zecca dello Stato (institut polygraphique et Hôtel des monnaies).
En 1979, le gouvernement italien lui confie la création d'une médaille d'or en l'honneur de Jean-Paul II. Elle grave également d'autres médailles sur divers personnages tels que Mozart, Picasso, Albert Schweitzer, Charles Dickens ou Susan B. Anthony.

## Monnaie des États-Unis
Elizabeth Jones n'a que 46 ans lorsque le président Ronald Reagan la nomme chef graveuse, faisant d'elle la première femme à occuper ce poste. Bien que relativement jeune, elle s'est déjà forgé une réputation impressionnante en tant que l'une des plus grandes médaillistes au monde. Son talent et son style particulier, qu'elle décrit comme « légèrement abstrait », lui valent une longue série de commandes de la part de clients aussi prestigieux que la Franklin Mint, la Medallic Art Company et la Judaic Heritage Society. Lorsque Frank Gasparro prend sa retraite en 1981 après 16 ans en tant que graveur en chef, ses amis du monde de l'art et de Washington l'encouragent vivement à poser sa candidature. C'est ce qu'elle fait, et elle a rapidement trouvé un nouvel emploi.
Jones conçoit l'avers de la pièce d'un dollar des Jeux olympiques de Los Angeles de 1983. Son dessin reprend la forme traditionnelle du lanceur de disque, dont les contours se rejoignent en trois couches, comme dans un mouvement stroboscopique. Elle crée également la médaille présidentielle de Ronald Reagan.
|                                                 |
| Avers du demi-dollar George Washington de 1982. |

|                                                  |
| Revers du demi-dollar George Washington de 1982. |

|                                                    |
| Avers du dollar de Jeux Olympiques de Los Angeles. |

|                                                     |
| Revers du dollar de Jeux Olympiques de Los Angeles. |

|                                                      |
| Avers de la pièce de 5 dollars Statue de la Liberté. |

|                                                       |
| Revers de la pièce de 5 dollars Statue de la Liberté. |

|                                                              |
| Avers de la pièce de 5 dollars des Jeux Olympiques de Séoul. |

|                                          |
| Avers de la pièce de 5 dollars Capitole. |

|                                           |
| Revers de la pièce de 5 dollars Capitole. |

## Retraite
En 1991, Elizabeth Jones prend sa retraite après une décennie à ce poste, et celui-ci reste vacant pendant 15 ans, avant d'être occupé par John Mercanti.